# Lufthansa Cup German Open 1990
Lufthansa Cup German Open 1990 — жіночий тенісний турнір, що проходив на відкритих кортах з ґрунтовим покриттям Rot-Weiss Tennis Club у Західному Берліні (Західна Німеччина). Належав до турнірів 1-ї категорії в рамках Туру WTA 1990. Відбувсь удвадцятьперше і тривав з 14 до 20 травня 1990 року. Друга сіяна Моніка Селеш здобула титул в одиночному розряді.

## Фінальна частина

### Одиночний розряд
Моніка Селеш —  Штеффі Граф 6–4, 6–3
- Для Селеш це був 5-й титул в одиночному розряді за сезон і 6-й — за кар'єру.

### Парний розряд
Ніколь Провіс /  Елна Рейнах —  Гана Мандлікова /  Яна Новотна 6–2, 6–1